# شهرستان بوشهر
شهرستان بوشهر یکی از شهرستان‌های استان بوشهر در جنوب ایران است. مرکز این شهرستان شهر بوشهر است. این شهرستان دارای ۱/ ۱۷۷۱ کیلومتر مربع وسعت می‌باشد.

## موقعیت
شهرستان بوشهر از شمال به شهرستان گناوه، از شرق به شهرستان دشتستان، از جنوب به شهرستان تنگستان و از غرب به خلیج فارس منتهی می‌شود.

## جمعیت
طبق سرشماری سال ۱۳۹۵ شهرستان بوشهر ۲۹۸٬۵۹۴ نفر جمعیت دارد.

## تقسیمات کشوری
شهرستان بوشهر دارای ۳ بخش،۵ دهستان و ۳ شهر به شرح زیر است:

### شهرستان بوشهر
| بخش   | مرکز بخش   | جمعیت بخش ۱۳۹۵ | نام دهستان                | مرکز دهستان               | جمعیت دهستان ۱۳۹۵         | شهر               | جمعیت شهر ۱۳۹۵         |
| ----- | ---------- | -------------- | ------------------------- | ------------------------- | ------------------------- | ----------------- | ---------------------- |
| مرکزی | بندر بوشهر | ۲۵۹٬۷۰۰ نفر    | حومه                      | ********                  | ۷٬۱۳۹ نفر                 | بندربوشهر عالی‌شهر | ۲۲۳٬۵۰۴ نفر ۲۳٬۱۷۸ نفر |
| مرکزی | بندر بوشهر | ۲۵۹٬۷۰۰ نفر    | انگالی                    | کره‌بند                    | ۵٬۸۷۹ نفر                 | بندربوشهر عالی‌شهر | ۲۲۳٬۵۰۴ نفر ۲۳٬۱۷۸ نفر |
| چغادک | چغادک      | ۳۰٬۶۵۹ نفر     | دویره                     | دویره                     | ۶٬۲۱۱ نفر                 | چغادک             | ۱۸٬۷۰۲ نفر             |
| چغادک | چغادک      | ۳۰٬۶۵۹ نفر     | چاه‌کوتاه                  | چاه‌کوتاه                  | ۵٬۷۴۶ نفر                 | چغادک             | ۱۸٬۷۰۲ نفر             |
| خارگ  | خارگ       | ۸٬۱۹۳ نفر      | ************************* | ************************* | ************************* | خارگ              | ۸٬۱۹۳ نفر              |

## جزایر
- جزیره خارگ
- جزیره خارکو
- جزیره شیف
- جزیره عباسک
- جزیره فارسی

## بناهای تاریخی شهرستان بوشهر
- بناهای تاریخی شهرستان بوشهر